# Kanał Morawskiego Pola
Kanał Morawskiego Pola (niem. Marchfeldkanal) - system nawadniający równinę Morawskie Pole w północno-wschodniej Austrii, w kraju związkowym Dolna Austria. 
Morawskie Pole, leżące w bezpośrednim sąsiedztwie Wiednia, stanowi jego zaplecze żywnościowe i jeden z najważniejszych regionów rolniczych Austrii. W wyniku regulacji Dunaju poziom wód gruntowych na tym obszarze zaczął się gwałtownie obniżać, wskutek czego produkcja rolna została zagrożona. Deficyt bilansu wodnego Morawskiego Pola sięgnął 8 mln m³ rocznie. Zaczęła się również znacząco pogarszać jakość wód powierzchniowych i gruntowych. 
Przeciwdziałając tym zjawiskom w 1984 rozpoczęto budowę systemu nawadniającego równinę. W granicach Wiednia wykonano ujęcie wód Dunaju, odprowadzając ich część na wschód. Wodami tymi zasilono w górnym biegu rzeczkę Rußbach, wpadającą do Dunaju, a następnie rzeczkę Stempfelbach, wpadającą do Morawy. Prace zostały ukończone w 1995. W ich wyniku powstał system wodny o długości 100 km, rozciągający się na całej długości Morawskiego Pola, między Dunajem w Wiedniu a Morawą. Wysychające grunty zostały nawodnione, jakość wód powierzchniowych i gruntowych uległa poprawie, stworzono nowe tereny turystyczno-rekreacyjne, zaś w 2002, podczas wysokiego stanu wód, system uchronił równinę przed powodzią.